# Jiří Sedláček (1899)

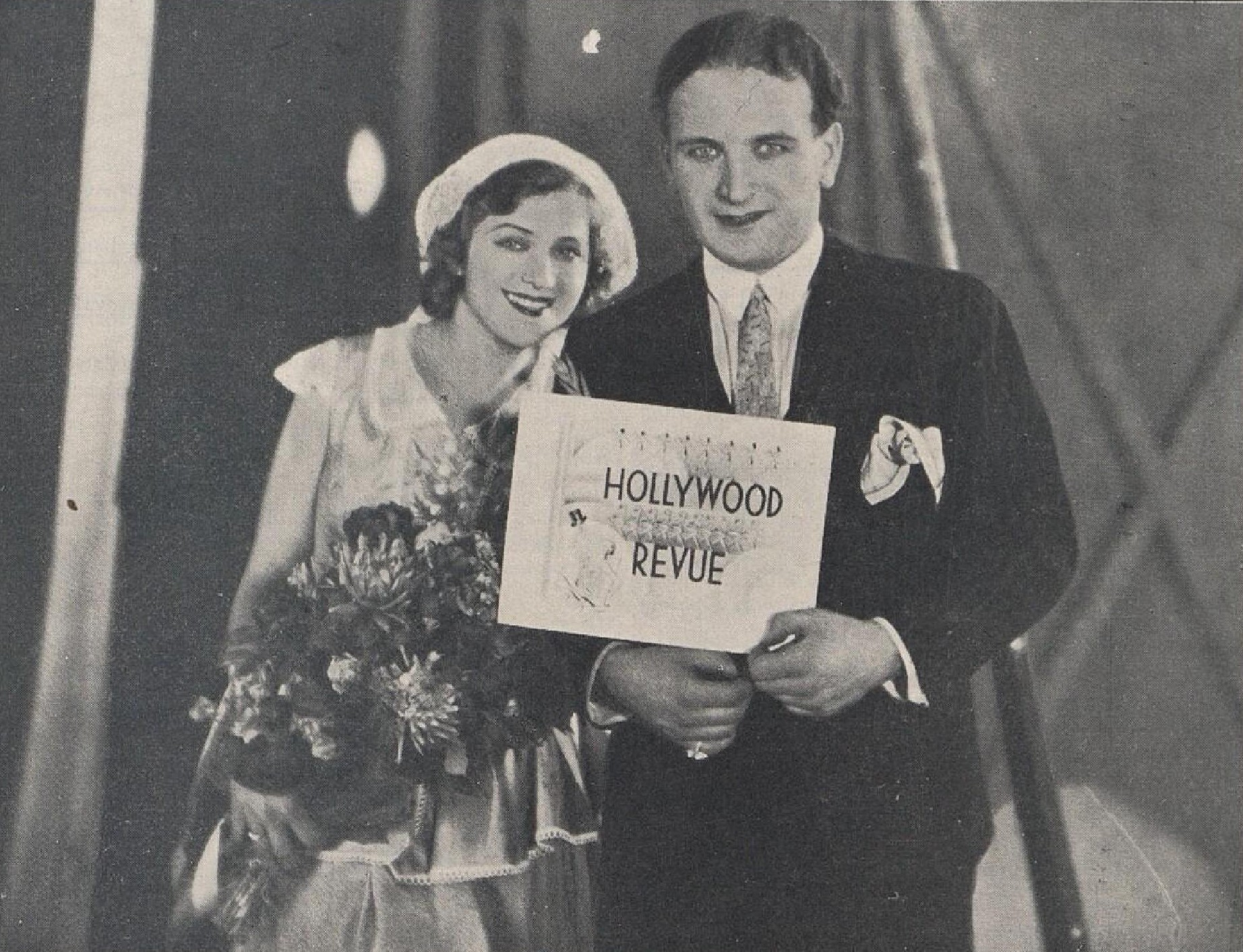
Slávka Tauberová a Jiří Sedláček ve filmu „Hollywood Revue“, rok 1930

Jiří Sedláček, také Jiří Slavíček, rodným jménem Antonín Cihlář (26. března 1899 Praha – 25. června 1961 tamtéž), byl český herec, zpěvák a operetní režisér.

## Život
Jiří Sedláček se narodil v Praze jako Antonín Cihlář. Pod jménem Jiří Slavíček účinkoval v roce 1919 v kabaretu Lucerna, který vedl Karel Hašler. Už pod jménem Jiří Sedláček přešel do kabaretu Červená sedma. který však v roce 1922 zanikl. Poté vystřídal několik pražských kabaretních a operetních divadel. Působil ve Varieté v Karlíně (1921-1924), krátce v Rokoku (1924), v letech 1924-1930 ve smíchovské Aréně a do roku 1933 v Malé operetě. Vzhledem ke svému příjemnému zevnějšku byl často obsazován do filmových rolí v romantických komediích.
V roce 1933 se stal ředitelem Tylova divadla v Nuslích. V této funkci setrval až do roku 1944. Tady se jeho talent projevil naplno. Divadlo se stalo známým a oblíbeným zejména díky repertoáru složenému z převážně českých operet. Sedláček se uplatnil také jako režizér a na řadě operet se podílel i autorsky.
Po roce 1945 zájem o operety upadal a navíc komunistický režim operetnímu žánru příliš nepřál. Nějakou dobu ještě hrál v zájezdovém souboru Oblastního divadla v Náchodě, ale okolo roku 1948 své umělecké působení ukončil.
Byl ženat s herečkou Marií Grossovou, ale manželství se rozpadlo. Zemřel zapomenutý v Praze 25. června 1961 ve věku 62 let.

## Filmové role
- Naši herci co by pouliční zpěváčci (1935)
- Tisíc za jednu noc (1932)
- Aféra plukovníka Redla (1931)
- Fidlovačka (1930)
- Hanba (1929)
- Z lásky (1928)
- Sextánka (1927)
- Irča v hnízdečku (1926)
- Lásky Kačenky Strnadové (1926)
- Na letním bytě (1926)
- Řina (1926)
- Parnasie (1925)
- Jindra, hraběnka Ostrovínová (1924)
- Závěť podivínova (1923)
- Děvčata, vdávejte se! (1921)
- Komediantka (1920)
- Plameny života (1920)